# Associazione Vogherese Calcio 1934-1935
Questa voce raccoglie le informazioni riguardanti l'Associazione Vogherese Calcio nelle competizioni ufficiali della stagione 1934-1935.

## Organigramma societario
Area direttiva
- Commissione direttiva: Pucci Delle Stelle, Clavarino e Guglielmo Bianchi

## Rosa
| N. |                   | Ruolo | Calciatore            |
| -- | ----------------- | ----- | --------------------- |
|    | Italia (bandiera) | D     | Giulio Amapane        |
|    | Italia (bandiera) | C     | Angelo Barbieri       |
|    | Italia (bandiera) | C     | Carlo Battegazzorre   |
|    | Italia (bandiera) | C     | Biondi                |
|    | Italia (bandiera) | C     | Pietro Bosoni         |
|    | Italia (bandiera) | A     | Colombo               |
|    | Italia (bandiera) | C     | Aldo Della Bianca     |
|    | Italia (bandiera) | D     | Annibale Facchetti    |
|    | Italia (bandiera) | A     | Romeo Ferrari         |
|    | Italia (bandiera) | D     | Silvano Franceschetti |
|    | Italia (bandiera) | A     | Luciano Guerriero     |
|    | Italia (bandiera) | P     | Amedeo Lissi          |
|    | Italia (bandiera) | A     | Giovanni Maggio       |

| N. |                   | Ruolo | Calciatore         |
| -- | ----------------- | ----- | ------------------ |
|    | Italia (bandiera) | C     | Cesare Mandosso    |
|    | Italia (bandiera) | C     | Pietro Porri       |
|    | Italia (bandiera) | C     | Alfredo Preti      |
|    | Italia (bandiera) | A     | Romanzi            |
|    | Italia (bandiera) | A     | Gino Santi         |
|    | Italia (bandiera) | A     | Ettore Saragoni    |
|    | Italia (bandiera) | P     | Aldo Schiavi       |
|    | Italia (bandiera) | A     | Anacleto Smeraldi  |
|    | Italia (bandiera) | C     | Giuseppe Talpone   |
|    | Italia (bandiera) | P     | Gabriele Tanzi     |
|    | Italia (bandiera) | A     | Aldo Vecchio       |
|    | Italia (bandiera) | C     | Francesco Zampieri |

## Arrivi e partenze
| Acquisti | Acquisti           | Acquisti         | Acquisti      |
| -------- | ------------------ | ---------------- | ------------- |
| D        | Giulio Amapane     | Piacenza         | tess.militare |
| C        | Fausto Cesarani    | Casteggio        | definitivo    |
| A        | Colombo            | Pipelet          | libero        |
| A        | Carlo Gianelli     | Casteggio        | definitivo    |
| P        | Amedeo Lissi       | Acciaierie Falck | definitivo    |
| A        | Romanzi            | ???              | definitivo    |
| A        | Ettore Saragoni    | Casteggio        | definitivo    |
| A        | Sigoni             | ???              | definitivo    |
| C        | Francesco Zampieri | Thiene           | definitivo    |

| Cessioni | Cessioni          | Cessioni | Cessioni   |
| -------- | ----------------- | -------- | ---------- |
| A        | Pietro Alessio    | Casale   | definitivo |
| A        | Guglielmo Arneri  | Bronese  | definitivo |
| C        | Enzo Bozzi        | ???      | definitivo |
| C        | Renato Chiolini   | ???      | definitivo |
| A        | Mario Corona      | Novara   | definitivo |
| A        | Guido Doria       | ???      | definitivo |
| A        | Carlo Gianelli    | Derthona | definitivo |
| A        | Alessandro Maseri | Chieri   | definitivo |
| C        | Giordano Panzeri  | Siena    | definitivo |
| A        | Sigoni            | ???      | definitivo |
| P        | Giuseppe Stella   | Derthona | definitivo |
| A        | Alessandro Sturla | Fano     | definitivo |

## In lista di trasferimento nel 1935
Avendo rinunciato a disputare il campionato di Serie C 1935-1936 e non essendosi iscritta in Prima Divisione 1935-1936 regionale, la Vogherese mise in lista di trasferimento i seguenti giocatori:
| Cessioni | Cessioni              | Cessioni                 |
| -------- | --------------------- | ------------------------ |
| D        | Giulio Amapane        | Piacenza                 |
| C        | Angelo Barbieri       | ???                      |
| C        | Carlo Battegazzorre   | Derthona                 |
| .        | Mario Bergonzi        | Juventus                 |
| c        | Pietro Bosoni         | Bronese                  |
| .        | Enzo Bozzi            | ???                      |
| C        | Fausto Cesarani       | ???                      |
| A        | Felice Chiesa         | ???                      |
| C        | Aldo Della Bianca     | ??? (militare a Imperia) |
| A        | Romeo Ferrari         | Derthona                 |
| D        | Silvano Franceschetti | ???                      |
| A        | Secondo Grandi        | ???                      |
| A        | Luciano Guerriero     | ???                      |

| Cessioni | Cessioni          | Cessioni                  |
| -------- | ----------------- | ------------------------- |
| P        | Amedeo Lissi      | ???                       |
| A        | Giovanni Maggio   | fine attività             |
| C        | Cesare Mandosso   | ???                       |
| .        | Secondo Pasquali  | ???                       |
| C        | Pietro Porri      | ???                       |
| A        | Gino Santi        | ???                       |
| A        | Ettore Saragoni   | ???                       |
| P        | Aldo Schiavi      | Bressana                  |
| A        | Anacleto Smeraldi | ??? (militare a Piacenza) |
| D        | Mario Sozzani     | ???                       |
| C        | Giuseppe Talpone  | ???                       |
| A        | Aldo Vecchio      | ???                       |
| C        | Zampieri          | ???                       |